# هیو بیچ
هیو بیچ (انگلیسی: Hugh Beach; ۲۰ مهٔ ۱۹۲۳ – ۴ سپتامبر ۲۰۱۹) فرد نظامی اهل بریتانیا بود. وی همچنین برندهٔ جوایزی همچون صلیب نظامی شده‌است.